# Lannion
Lannion, Bretons: Lannuon, is een gemeente in Frankrijk. Het ligt in het noorden van Bretagne, met een kort stuk aan zee, aan Het Kanaal. De kust van Bretagne wordt daar ook Côte de granit rose genoemd. Lannion is de hoofdstad van de landstreek Trégor. In deze streek wordt het Bretons nog gesproken. Straatnaamborden in Lannion zijn tweetalig en in sommige scholen in de stad wordt Bretons onderwezen. De gemeente telde 20.525 inwoners op 1 januari 2022.
Lannion heeft een jachthaven bij de monding van de Léguer. Er ligt station Lannion, van waar er treinen naar Plouaret en verder naar Rennes en Parijs rijden. Er ligt op drie kilometer van het centrum een regionaal vliegveld, het Aéroport de Lannion - Côte de granit rose. Een onderzeekabel voor een glasvezelverbinding uit de Verenigde Staten komt bij Lannion aan land, de Apollo-onderzeekabel. 

## Geschiedenis
Lann komt uit het oude Bretons en duidt op een hermitage in de vroege middeleeuwen. Lannion ontstond aan een oversteekplaats over de rivier Léguer. Hier werd een feodaal kasteel gebouwd om de rivier te bewaken. Het middeleeuwse Lannion was een ommuurde stad. De église de la Trinité de Brélévenez werd gebouwd in de 12e eeuw. In de 17e eeuw werden een ursulinen- en een augustinessenklooster geopend in de stad. Het augustinessenklooster ging in 2007 dicht. De gebouwen ervan zijn door de gemeente gekocht en worden voor culturele activiteiten gebruikt.

## Geografie
De rivier de Léguer mondt bij Lannion in Het Kanaal uit.
De oppervlakte van Lannion bedroeg op 1 januari 2022 43,91 vierkante kilometer; de bevolkingsdichtheid was toen 467,4 inwoners per km².
De onderstaande kaart toont de ligging van Lannion met de belangrijkste infrastructuur en aangrenzende gemeenten.

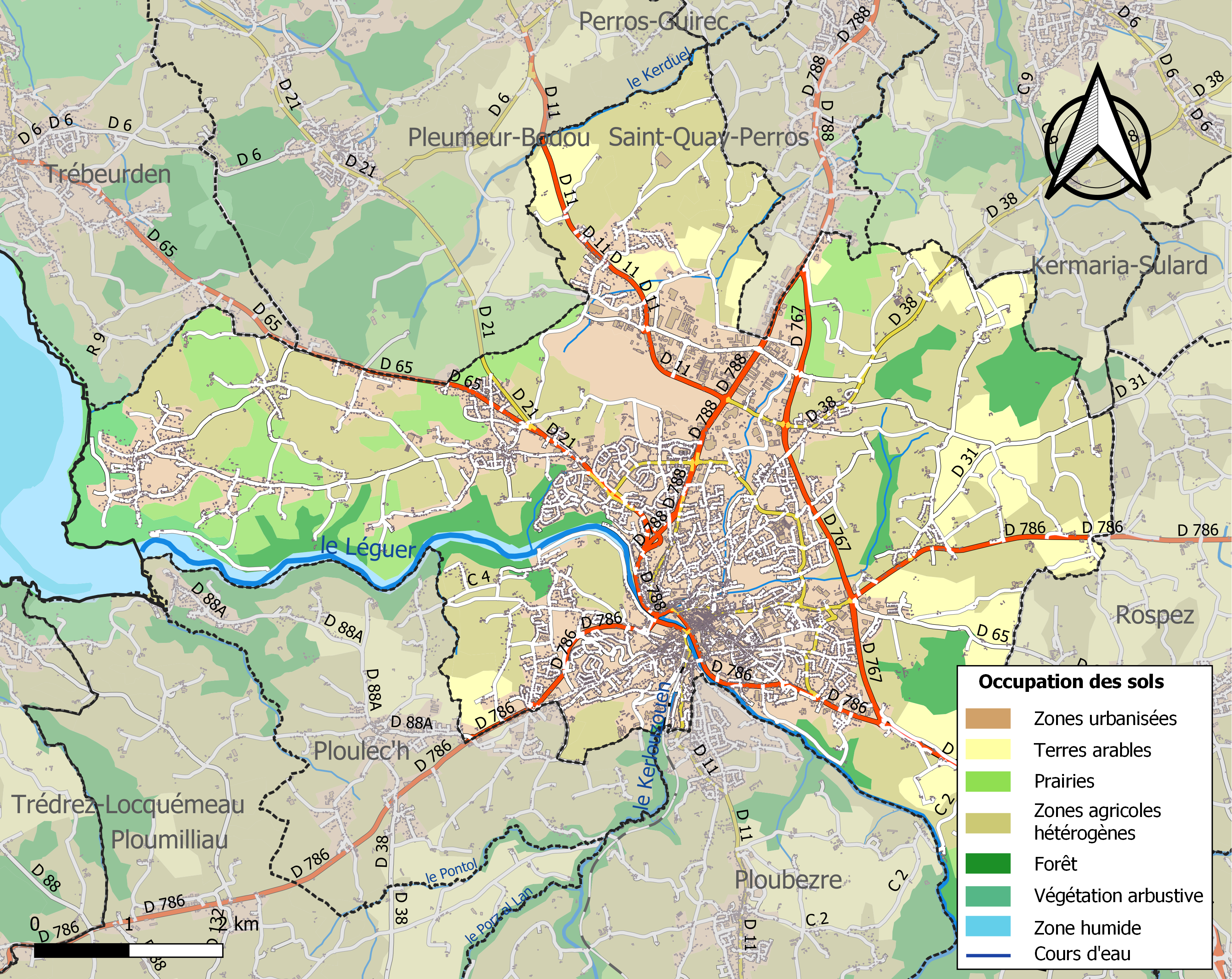

## Demografie
Onderstaande figuur toont het verloop van het inwonertal, bron: INSEE-tellingen. 

## Sport
Lannion was één keer etappeplaats in wielerkoers Ronde van Frankrijk. In 1995 won de Italiaan Fabio Baldato er een rit.

## Stedenband
- Günzburg
- Viveiro
- Caerphilly

## Geboren
- Jean-Cyril Robin (1969), wielrenner
- Vincent Le Quellec (1975), wielrenner
- Christophe Le Mével (1980), wielrenner
- Johan Le Bon (1990), wielrenner
- Franck Bonnamour (1995), wielrenner
- Alan Riou (1997), wielrenner